# Championnat de Suisse de hockey sur glace 1935-1936
Saison précédente Saison suivante
La saison 1935-1936 est la 27e saison du championnat de Suisse de hockey sur glace.

## Championnat national

### Poule Ouest
- 15 décembre 1935 : HC Château-d'Œx - Star Lausanne HC 12-0
- 15 décembre 1935 : Star Lausanne HC - HC Château-d'Œx non joué[1]

### Poule Centre 1
| Clt   | Équipe                  | PJ | V | D | N | BP | BC | Diff | Pts |
| ----- | ----------------------- | -- | - | - | - | -- | -- | ---- | --- |
| +001, | Zürcher SC              | 4  | 3 | 1 | 0 | ?  | ?  | ?    | 6   |
| +002, | Grasshopper Club Zurich | 4  | 2 | 2 | 0 | ?  | ?  | ?    | 4   |
| +003, | NEHC Bâle               | 4  | 1 | 3 | 0 | ?  | ?  | ?    | 2   |

- En gras : qualifié pour les demi-finales

### Poule Centre 2
- 22 décembre 1935 : CP Berne - Akademischer EHC Zürich 2-0
- 26 janvier 1936 : Akademischer EHC Zürich - CP Berne 2-0
- 23 février 1936 : Akademischer EHC Zürich - CP Berne 2-1

### Poule Est
| Clt   | Équipe          | PJ | V | D | N | BP | BC | Diff | Pts |
| ----- | --------------- | -- | - | - | - | -- | -- | ---- | --- |
| +001, | HC Davos (T)    | 4  | 4 | 0 | 0 | 19 | 4  | +15  | 8   |
| +002, | HC Saint-Moritz | 4  | 1 | 3 | 0 | 3  | 6  | -3   | 2   |
| +003, | HC Arosa        | 4  | 1 | 3 | 0 | 6  | 18 | -12  | 2   |

- En gras : qualifié pour les demi-finales

### Demi-finales
- 29 février 1936 : HC Davos - HC Château-d'Oex nc[1],[2]
- 6 mars 1936 : Zürcher SC - Akademischer EHC Zürich 2-1

### Finale
- 8 mars 1936 : Zürcher SC - HC Davos 1-0 a. p.

Zurich remporte le 1er titre de son histoire.